# Lehelfalva
Lehelfalva (1899-ig Umrla-Lehota, szlovákul: Revúcka Lehota) község Szlovákiában, a Besztercebányai kerületben, a Nagyrőcei járásban.

## Fekvése
Nagyrőcétől 5 km-re délkeletre, a Murány-patak bal partján fekszik.

## Története
A település a 14. században a vlach jog alapján keletkezett, 1427-ben „Lehowtha” alakban említik először. Murány várának tartozéka volt. A későbbiekben 1435-ben „Lohota”, 1548-ban „Kyslehota”, 1563-ban „Vmerla Lehotta”, 1573-ban „Lehotta Minor alias Vmrla Lehotta” néven említik. Eredeti neve Lehota volt, 1563-ban szlovákul a „Halott Lehota” nevet kapta, mivel egy rajtaütés során lakossága elpusztult, mindössze egyetlen nő maradt életben. Lakói a későbbiekben pásztorkodással, szénégetéssel foglalkoztak.
A 18. század végén Vályi András így ír róla: „Umro Lehota. Tót falu Gömör Várm. földes Ura G. Koháry Uraság, lakosai külömbfélék, fekszik Nagy Rötzének szomszédságában, mellynek filiája, földgye soványas, legelője elgé van, fája tűzre elég, piatzozó helye két mértföldnyire.”
1828-ban 45 házában 412 lakos élt. A 19. században lakói mezőgazdasággal foglalkoztak és a környékbeli hámorokban dolgoztak.
A 19. század közepén Fényes Elek eképpen írja le: „Lehota (Jolsva), tót falu, Gömör és Kis-Honth vmegyében, Jolsvához észak-nyugotra 1 1/2 órányira: 61 kath., 351 evang. lak., evang. anyaszentegyházzal. F. u. h. Coburg.”
Borovszky Samu monográfiasorozatának Gömör-Kishont vármegyét tárgyaló része szerint: „Umrlalehota, Jolsva közelében fekvő tót kisközség, 53 házzal és 465 ág. ev. h. vallású lakossal. E község szintén a Koháry-javak közé tartozott és a Coburg herczegi család tulajdonába került, mely itt ma is birtokos. Korabinszky e községről megjegyzi, hogy itt kétmázsás kristályt találtak. Azelőtt Jolsva-Lehota néven is nevezték. Ág. h. ev. templomának építési ideje ismeretlen. Postája, távírója és vasúti állomása Hisnyóvíz.”
A trianoni diktátumig Gömör-Kishont vármegye Nagyrőcei járásához tartozott.
1948-óta viseli mai hivatalos nevét.

## Népessége
| Év:            | 1994. | 2004.   | 2014.   | 2024.   |
| -------------- | ----- | ------- | ------- | ------- |
| Emberek száma: | 339   | 328     | 322     | 318     |
| Eltérés:       |       | -3,24 % | -1,82 % | -1,24 % |

| Év:            | 2023. | 2024.   |
| -------------- | ----- | ------- |
| Emberek száma: | 307   | 318     |
| Eltérés:       |       | +3,58 % |

1910-ben 452, túlnyomórészt szlovák lakosa volt.
2001-ben 339 lakosából 323 szlovák volt.
2011-ben 323 lakosából 313 szlováko.

## Nevezetességei
- Evangélikus temploma 1793-ban épült klasszicista stílusban.
- A község határában található a Flipper nevű gát, mely a Murány-patak vizét 38 hektáron duzzasztja fel. A vizet a környező üzemek, a lubényi Slovmag és a jolsvai SMZ hasznosítja. A tó népszerű a horgászok körében is.

## Külső hivatkozások
- Községinfó
- Lehelfalva Szlovákia térképén
- Tourist-channel.sk
- A település rövid története[halott link]